# The Royal and Ancient Golf Club of St Andrews
O Royal e Ancient Golf Club de St Andrews é o clube de golfe mais antigo e prestigiado do mundo. Está sediada em St Andrews, Fife, Escócia, e é considerada a "casa do golfe " mundial. Anteriormente, também era uma das autoridades do jogo, mas em 2004 esse papel foi entregue a um grupo recém-formado de empresas, conhecidas coletivamente como The R&A.

## História
A organização foi fundada em 1754 como a Society of St Andrews Golfers, um clube de golfe local que joga no St. Andrews Links, mas rapidamente cresceu em importância. Em 1834, o rei Guilherme IV se tornou seu patrono e o clube ficou conhecido sob seu nome atual. Em 1897, a Sociedade codificou as regras do golfe e, gradualmente, nos próximos 30 anos, foi convidada a assumir o controle da realização de torneios de golfe em outros cursos.

## Política de Associação
O Royal e Ancient Golf Club (mas não o The R&A) tinham uma política de associação apenas para homens; em 2012, o ex-primeiro ministro britânico Gordon Brown pediu ao clube que abandonasse isso em favor de uma política não discriminatória, assim como Loisare Richdson; o diretor e vice-chanceler da Universidade de St. Andrews.
Em 18 de setembro de 2014, o clube votou a favor da admissão de sócias. Em fevereiro de 2015, foram anunciadas as primeiras mulheres honorárias do clube - Anne, Princesa Real, Laura Davies, Renee Powell, Belle Robertson, Lally Segard, Annika Sörenstam e Louise Suggs.  Naquela época, o clube também anunciou: "Além dos sócios honorários, várias mulheres foram admitidas como sócias do clube, com mais eventos a serem seguidos nos próximos meses". Também em 2015, Lady Bonallack tornou-se a primeira mulher a participar de uma partida como membro do clube; especificamente, ela foi a primeira mulher a disputar a partida anual do clube contra o Links Trust.

## O R&A
O R&A é a autoridade dominante do golfe em todo o mundo, exceto na América do Norte; a Associação de Golfe dos Estados Unidos (USGA) é a autoridade dominante do golfe nos Estados Unidos e no México, enquanto o Canadá usa as regras da R&A, além das regras da USGA. Trabalha em colaboração com organizações nacionais de amadores e profissionais de golfe em mais de 110 países.
O R&A é a autoridade dominante do golfe em todo o mundo, exceto na América do Norte; a Associação de Golfe dos Estados Unidos (USGA) é a autoridade dominante do golfe nos Estados Unidos e no México, enquanto o Canadá usa as regras da R&A, além das regras da USGA. Trabalha em colaboração com organizações nacionais de amadores e profissionais de golfe em mais de 110 países.
Martin Slumbers, da organização  é CEO e ocupa o cargo desde 2014.  Ele assumiu oficialmente o cargo em outubro de 2015, sucedendo a aposentadoria de Peter Dawson.
O R&A coopera com a USGA na produção e revisão regular das "Regras do Golfe ", e os dois órgãos emitiram as regras em conjunto desde 1952. As "Regras do Golfe" são revisadas em um ciclo de quatro anos e com a revisão que se tornou pela primeira vez em 1 de janeiro de 2012, um conjunto comum de regras aplicadas em todo o mundo.
Os dois órgãos também colaboram no trabalho interpretativo da regra correspondente, "Decisões sobre as Regras do Golfe", que é revisado em um ciclo de dois anos. Além disso, o R&A está envolvido na formulação de especificações técnicas para equipamentos de golfe. Steve Otto é o diretor técnico da R&A. O R&A é baseado em St Andrews, Fife, Escócia.
A R&A fundou o que é hoje o Ranking Oficial Mundial de Golfe para profissionais do sexo masculino em 1986 e o Ranking Mundial de Golfe Amador para amadores do sexo masculino em 2007.

## Campeonatos
O R&A organiza 21 campeonatos e partidas internacionais. Depois que a Ladies 'Golf Union, o antigo órgão governamental de golfe feminino na Grã-Bretanha e Irlanda, se fundiu no The R&A no final de 2016, o The R&A assumiu a organização de todos os eventos anteriormente sob os auspícios da LGU.
- The Open Championship: um dos quatro principais campeonatos de golfe masculino.
- British Open Feminino: um dos cinco principais campeonatos de golfe feminino. A edição de 2017 foi a primeira a ser organizada pela R&A.
- O Campeonato Amador: que foi um dos quatro principais campeonatos antes do jogo profissional se tornar dominante e ainda é um dos torneios amadores de maior prestígio no mundo.
- British Open Amateur Championship feminino: um dos torneios amadores femininos de maior prestígio do mundo.
- Campeonato Aberto Britânico de Stroke Play de Senhoras Feminino: semelhante ao acima, exceto realizado exclusivamente em jogo de stroke.
- Campeonato de amadores de meninos: para meninos com menos de 18 anos à meia-noite de 1 de janeiro do ano em questão.
- Campeonato Britânico de Amadores Aberto para Meninas: para meninas com menos de 18 anos à meia-noite de 1 de janeiro do ano em questão.
- Boys Home Internationals: uma competição por equipes para meninos da Inglaterra, Escócia, País de Gales e Irlanda, com a equipe irlandesa selecionada em toda a Irlanda.
- Girls 'Home Internationals: uma competição por equipes para meninas da Inglaterra, Escócia, País de Gales e Irlanda (também toda a Irlanda).
- Ladies 'Home International: uma competição por equipes para mulheres da Inglaterra, Escócia, País de Gales e Irlanda (também toda a Irlanda).
- Ladies 'Senior Home Internationals: uma competição por equipes para mulheres com 50 anos ou mais da Inglaterra, Escócia, País de Gales e Irlanda (também toda a Irlanda).
- Coronation Foursomes: uma competição por equipes para golfistas de clubes femininos na Grã-Bretanha e Irlanda, aberta a qualquer membro (feminino) de um clube de golfe afiliado com uma desvantagem oficial de 36 anos ou menos.
- Campeonato Amador Aberto para Idosos: para amadores com 55 anos ou mais no primeiro dia de competição.
- Campeonato Aberto Britânico de Seniores para Amadoras Feminino: para amadores com 50 anos ou mais no primeiro dia de competição.
- Campeonato Aberto Senior: para homens com 50 anos ou mais. Um campeonato importante na PGA Tour Champions e na European Senior Tour.
- Walker Cup: uma competição bienal de equipes masculinas disputada pela Grã-Bretanha e Irlanda e Estados Unidos (co-organizada com a United States Golf Association).
- Curtis Cup: uma competição bienal de equipes amadoras feminina disputada pela Grã-Bretanha e Irlanda e Estados Unidos (também co-organizada com a United States Golf Association).
  - Campeonato Aberto Júnior: para meninos e meninas com menos de 16 anos, às 00h00, em 1 de janeiro do ano em questão.
  - Troféu St Andrews: uma competição bienal masculina por equipes, disputada pela Grã-Bretanha e Irlanda e pelo continente da Europa.
  - Troféu Vagliano: uma competição bienal de equipes amadoras feminina disputada pela Grã-Bretanha e Irlanda e pelo continente da Europa.
  - Troféu Jacques Léglise: uma competição anual de times amadores para meninos, disputada pela Grã-Bretanha e Irlanda e pelo Continente da Europa. Nos anos em que o Troféu St Andrews é realizado, o Léglise Trophy é realizado em conjunto com ele no mesmo local.
  - Troféu Junior Vagliano: uma competição bienal de equipes amadoras para meninas disputada pela Grã-Bretanha e Irlanda e pelo continente da Europa.  O R&A organizou anteriormente o British Mid Amateur Championship para amadores com 25 anos ou mais. Este torneio foi introduzido para proporcionar uma competição de elite para golfistas que nunca se tornam profissionais, pois o principal campeonato amador é dominado por futuros profissionais no final da adolescência e no início dos vinte anos, mas o The R&A o interrompeu após sua edição de 2007. Em 2016, o evento foi relançado com a bênção do The R&A como um novo evento no Mid Amateur Golf Tour, que começou a operar em 2011 como um circuito exclusivo da Grã-Bretanha para golfistas amadores, embora com um limite de idade inferior a 35 anos. em vez de 25.  O R&A também está envolvido na organização dos dois Campeonatos Mundiais de Times Amadores - o Eisenhower Trophy para homens e o Espirito Santo Trophy para mulheres - através de seu papel na Federação Internacional de Golfe.